# Herrarnas C-1 i slalom i kanotsport vid olympiska sommarspelen 2004
Herrarnas C-1 slalom vid olympiska sommarspelen 2004 hölls på Helliniko Olympic Complex i Aten. 

## Medaljörer
| Gren       | Guld                     | Silver                    | Brons                       |
| C1, slalom | Tony Estanguet Frankrike | Michal Martikán Slovakien | Stefan Pfannmöller Tyskland |

## Resultat
| Placering | Namn                      | Inledande omgång | Inledande omgång | Inledande omgång | Inledande omgång | Semifinal | Semifinal | Final  | Final  |
| Placering | Namn                      | Åk 1             | Åk 2             | Totalt           | Placering        | Tid       | Placering | Tid    | Totalt |
| --------- | ------------------------- | ---------------- | ---------------- | ---------------- | ---------------- | --------- | --------- | ------ | ------ |
| Gold      | Tony Estanguet (FRA)      | 99.23            | 102.30           | 201.53           | 2                | 93.37     | 2         | 95.79  | 189.16 |
| Silver    | Michal Martikán (SVK)     | 103.51           | 97.93            | 201.44           | 1                | 93.25     | 1         | 96.03  | 189.28 |
| Bronze    | Stefan Pfannmöller (GER)  | 104.34           | 101.54           | 205.88           | 7                | 96.99     | 3         | 94.57  | 191.56 |
| 4         | Robin Bell (AUS)          | 100.11           | 112.57           | 212.68           | 12               | 97.48     | 4         | 95.35  | 192.83 |
| 5         | Tomáš Indruch (CZE)       | 99.81            | 102.87           | 202.68           | 4                | 98.22     | 5         | 97.06  | 195.28 |
| 6         | Simon Hočevar (SLO)       | 104.17           | 105.18           | 209.35           | 9                | 100.24    | 8         | 99.54  | 199.78 |
| 7         | Jordi Sangrá Gibert (ESP) | 108.48           | 104.06           | 212.54           | 11               | 99.84     | 6         | 100.57 | 200.41 |
| 8         | Stuart McIntosh (GBR)     | 99.87            | 102.87           | 202.74           | 5                | 100.08    | 7         | 111.11 | 211.19 |
|           |                           |                  |                  |                  |                  |           |           |        |        |
| 9         | James Cartwright (CAN)    | 105.79           | 105.17           | 210.96           | 10               | 100.45    | 9         |        |        |
| 10        | Mariusz Wieczorek (POL)   | 103.14           | 98.66            | 201.80           | 3                | 101.30    | 10        |        |        |
| 11        | Ronnie Dürrenmatt (SUI)   | 103.91           | 102.55           | 206.46           | 8                | 102.52    | 11        |        |        |
| 12        | Danko Herceg (CRO)        | 103.84           | 100.33           | 204.17           | 6                | 203.49    | 12        |        |        |
|           |                           |                  |                  |                  |                  |           |           |        |        |
| 13        | Krzysztof Supowicz (POL)  | 107.26           | 109.94           | 217.20           | 13               |           |           |        |        |
| 14        | Nicolas Peschier (FRA)    | 108.74           | 112.62           | 221.36           | 14               |           |           |        |        |
| 15        | Christos Tsakmakis (GRE)  | 108.22           | 117.32           | 225.54           | 15               |           |           |        |        |
| 16        | Chris Ennis, Jr. (USA)    | 156.94           | 133.79           | 290.73           | 16               |           |           |        |        |